# Himalphalangium palpalis
Himalphalangium palpalis is een hooiwagen uit de familie echte hooiwagens (Phalangiidae).